# 小野拓実
小野 拓実（おの たくみ、1945年1月27日 - ）は、日本の漫画家。樺太庁出身。男性。

## 概要
レディースコミック作家の第一人者として知られ、浮気、嫁姑、遺産問題といった日常に起こり得る出来事を、主婦目線で描かれたものが多い。

## 略歴
1980年、第12回りぼん新人漫画賞で努力賞を受賞し、漫画家デビューする。

## 作品
- 「片恋カルテ」（処女作）
- 「使えない女」
- 「他人の欠点」
- 「叱らない母親」
- 「空からのメッセージ」
- 「本日快晴～3つ子ママの育児日記～」